# بيت مودى (حفاش)

تعديل مصدري - تعديل

بيت مودى هي إحدى قرى عزلة بني أسعد بمديرية حفاش التابعة لمحافظة المحويت، بلغ تعداد سكانها 141 نسمة حسب تعداد اليمن لعام 2004.